# Brochon
Brochon est une commune française située dans le département de la Côte-d'Or, en région Bourgogne-Franche-Comté.
Ce village touristique et viticole, situé sur la route des Grands Crus le long de la côte de Nuits, jouit d'une réputation mondiale de prestige grâce à ses vins de Bourgogne dont le plus célèbre Gevrey-Chambertin Les Evocelles.
Les habitants de Brochon se nomment les Brochonnais.

## Géographie

### Description
Cette commune est située sur la Côte de Nuits et est desservie par l'ancienne route nationale 74 (actuelle RD 974) et la départementale 122 dite la route des Grands Crus.

### Communes limitrophes
Les communes limitrophes sont  Chambœuf, Fixin, Fénay, Gevrey-Chambertin et Valforêt.

### Climat
Pour des articles plus généraux, voir Climat de la Bourgogne-Franche-Comté et Climat de la Côte-d'Or.
En 2010, le climat de la commune est de type climat océanique dégradé des plaines du Centre et du Nord, selon une étude du Centre national de la recherche scientifique s'appuyant sur une série de données couvrant la période 1971-2000. En 2020, Météo-France publie une typologie des climats de la France métropolitaine dans laquelle la commune est exposée à un climat océanique altéré et est dans la région climatique Bourgogne, vallée de la Saône, caractérisée par un bon ensoleillement (1 900 h/an), un été chaud (18,5 °C), un air sec au printemps et en été et des vents faibles.
Pour la période 1971-2000, la température annuelle moyenne est de 10,6 °C, avec une amplitude thermique annuelle de 17,6 °C. Le cumul annuel moyen de précipitations est de 801 mm, avec 11,4 jours de précipitations en janvier et 7,4 jours en juillet. Pour la période 1991-2020, la température moyenne annuelle observée sur la station météorologique de Météo-France la plus proche, « Marsannay la Cote », sur la commune de Marsannay-la-Côte à 4 km à vol d'oiseau, est de 11,7 °C et le cumul annuel moyen de précipitations est de 803,0 mm,. Pour l'avenir, les paramètres climatiques de la commune estimés pour 2050 selon différents scénarios d'émission de gaz à effet de serre sont consultables sur un site dédié publié par Météo-France en novembre 2022.

### Milieux naturels et biodiversité
La côte et les combes sont classés dans la Zone naturelle d'intérêt écologique, faunistique et floristique de la Côte dijonnaise et font partie du site Natura 2000 de l'Arrière côte de Dijon et de Beaune.
Les friches et la Combe de Brochon font partie de la réserve naturelle de la Combe Lavaux, classée au niveau national. Créée en 2004, c'est la première réserve naturelle de la Côte-d'Or.

## Urbanisme

### Typologie
Au 1er janvier 2024, Brochon est catégorisée ceinture urbaine, selon la nouvelle grille communale de densité à 7 niveaux définie par l'Insee en 2022.
Elle appartient à l'unité urbaine de Gevrey-Chambertin, une agglomération intra-départementale dont elle est une commune de la banlieue,. Par ailleurs la commune fait partie de l'aire d'attraction de Dijon, dont elle est une commune de la couronne,. Cette aire, qui regroupe 333 communes, est catégorisée dans les aires de 200 000 à moins de 700 000 habitants,.

### Occupation des sols

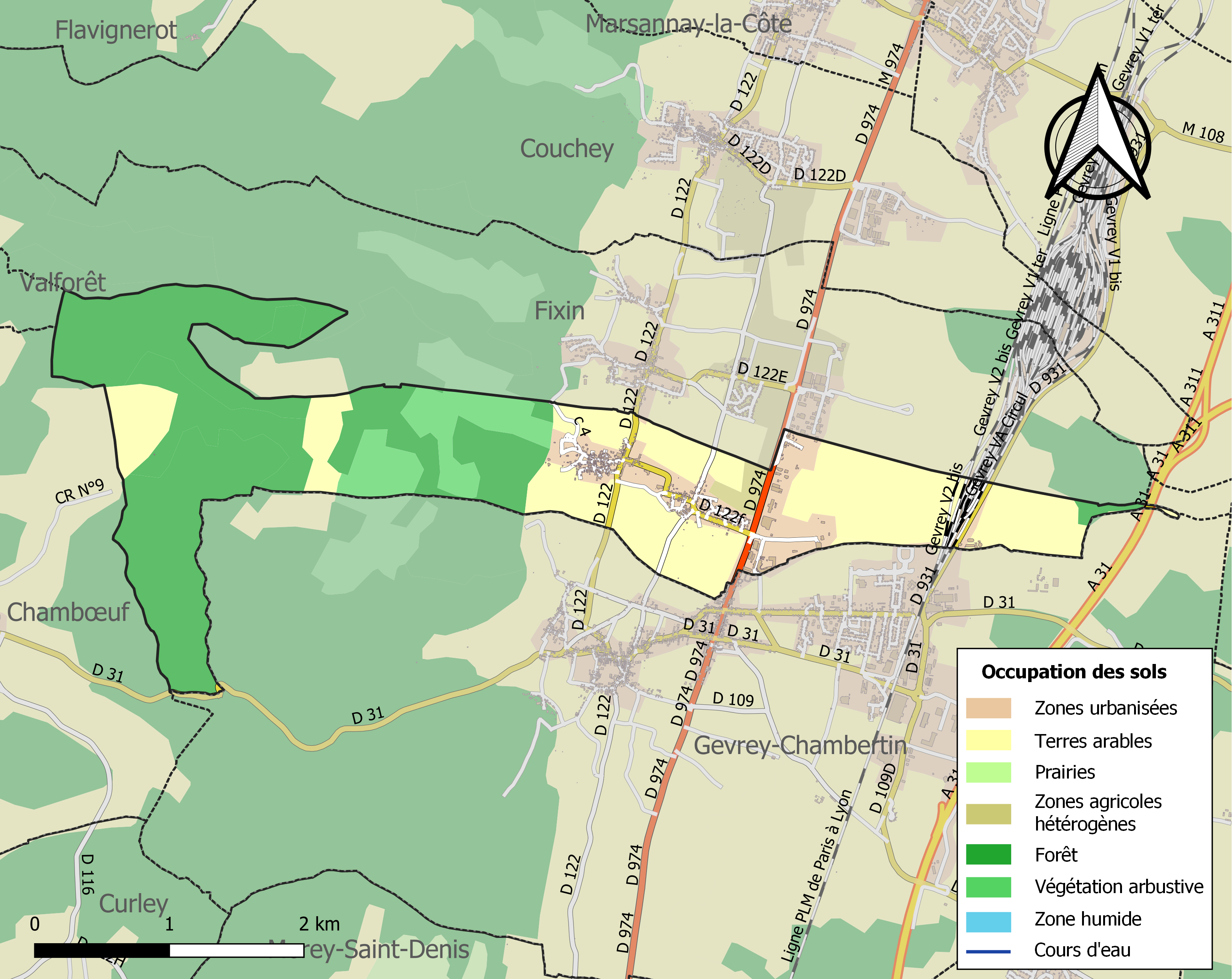
Carte des infrastructures et de l'occupation des sols de la commune en 2018 (CLC).

L'occupation des sols de la commune, telle qu'elle ressort de la base de données européenne d’occupation biophysique des sols Corine Land Cover (CLC), est marquée par l'importance des forêts et milieux semi-naturels (53,1 % en 2018), une proportion identique à celle de 1990 (53,1 %). La répartition détaillée en 2018 est la suivante : forêts (45 %), terres arables (19,8 %), cultures permanentes (14,2 %), milieux à végétation arbustive et/ou herbacée (8,1 %), zones industrielles ou commerciales et réseaux de communication (6,1 %), zones urbanisées (5,5 %), zones agricoles hétérogènes (1,3 %). L'évolution de l’occupation des sols de la commune et de ses infrastructures peut être observée sur les différentes représentations cartographiques du territoire : la carte de Cassini (XVIIIe siècle), la carte d'état-major (1820-1866) et les cartes ou photos aériennes de l'IGN pour la période actuelle (1950 à aujourd'hui).

### Habitat et logement
En 2020, le nombre total de logements dans la commune était de 342, alors qu'il était de 308 en 2015 et de 279 en 2010.
Parmi ces logements, 84,2 % étaient des résidences principales, 3,2 % des résidences secondaires et 12,7 % des logements vacants. Ces logements étaient pour 83,3 % d'entre eux des maisons individuelles et pour 15,3 % des appartements.
Le tableau ci-dessous présente la typologie des logements à Brochon en 2020 en comparaison avec celle de la Côte-d'Or et de la France entière. Une caractéristique marquante du parc de logements est ainsi une proportion de résidences secondaires et logements occasionnels (3,2 %) inférieure à celle du département (5,6 %) et à celle de la France entière (9,7 %). Concernant le statut d'occupation de ces logements, 73,5 % des habitants de la commune sont propriétaires de leur logement (70,9 % en 2015), contre 59,9 % pour la Côte-d'Or et 57,5 pour la France entière.
| Typologie                                               | Brochon | Côte-d'Or | France entière |
| ------------------------------------------------------- | ------- | --------- | -------------- |
| Résidences principales (en %)                           | 84,2    | 85,9      | 82,1           |
| Résidences secondaires et logements occasionnels (en %) | 3,2     | 5,6       | 9,7            |
| Logements vacants (en %)                                | 12,7    | 8,5       | 8,2            |

## Toponymie
Le toponyme de Brochon tire son origine de la Villa Briscona (878). On trouve dans des écrits de 1190 le nom de Brochun avant que ne s'impose la forme définitive de Brochon (1550)[réf. nécessaire].

## Histoire

### Moyen Âge
Une nécropole mérovingienne découverte au XIXe siècle au Clos Dubard et au Pré Maley sur l'emplacement d'un cimetière gallo-romain, témoigne d'une présence humaine ancienne sur le territoire de Brochon.
Brochon apparaît dans les chartes en 878 et vers 890 "in villa Briscona", dans le cadre d'échange de biens liés à l'évêché de Langres puis à l'abbaye de Bèze.
Un hôpital -Maison-Dieu ou hospice- aurait été fondé sous Charlemagne, tenu par des moines hospitaliers, et placés sous la protection du pae en 1200. En 1300, cet hôpital est uni à l'abbaye saint Etienne de Dijon. Elle disparait progressivement entre le XIVe et le XVe siècle, faute des guerres et de malversations. Elle semble ruinée et déserte vers 1650.
Au Moyen Âge, le village est placé sous l'autorité de plusieurs seigneurs et ordres religieux successifs, dont le chapitre de la cathédrale de Langres, les familles Lamarche, Vienne, Saulx-Tavannnes, Vergy, et les religieux des Chartreux, ce qui conduisit à la remise d'une seigneurie partielle de Brochon à la Chartreuse de Champmol créée par le duc de Bourgogne Philippe le Hardi.

### Temps modernes
Brochon subit plusieurs ravages et incendies entre la fin du XVIe et le début du XVIIe siècles, notamment les Croates de Gallas.
La culture de la vigne continue de se développer au XVIIe siècle, en dépit d'années désastreuses (grêle de 1704, famine de 1709).
Lors de la Révolution française, les seigneuries sont celles de l'abbaye saint Etienne de Dijon, des Chartreux et de manière plus restreinte de l'abbaye de Cîteaux.

### Époque contemporaine
L'église ayant été relativement préservée pendant la Terreur, l'abbé Pinot sera nommé à Brochon de 1802 à 1832, y étant très actif, et dont la mémoire resta longtemps vive.
Le château de Brochon de style néo-Renaissance est construit par la famille Liégeard entre 1896 et 1902.
Dans la deuxième moitié du XXe siècle, la religieuse franciscaine sœur Claire installe une communauté religieuse en fondant la maison Saint-François et en y créant par la suite un foyer pour personnes âgées, nommé la Croix-Violette.

## Politique et administration

### Rattachements administratifs et électoraux

#### Rattachements administratifs
La commune se trouve dans l'arrondissement de Dijon du département de la Côte-d'Or.
Elle faisait partie depuis 1793 du canton de Gevrey-Chambertin. Dans le cadre du redécoupage cantonal de 2014 en France, cette circonscription administrative territoriale a disparu, et le canton n'est plus qu'une circonscription électorale.

#### Rattachements électoraux
Pour les élections départementales, la commune fait partie depuis 2014 du canton de Longvic
Pour l'élection des députés, elle fait partie de la cinquième circonscription de la Côte-d'Or.

### Intercommunalité
Brochon était membre de la communauté de communes de Gevrey-Chambertin, un établissement public de coopération intercommunale (EPCI) à fiscalité propre  et auquel la commune avait transféré un certain nombre de ses compétences, dans les conditions déterminées par le code général des collectivités territoriales.
Dans le cadre des dispositions de la loi portant nouvelle organisation territoriale de la République du 7 août 2015, qui prévoit que les établissements publics de coopération intercommunale (EPCI) à fiscalité propre doivent avoir un minimum de 15 000 habitants, cette intercommunalité a fusionné avec ses voisines  pour former, le 1er janvier 2017, la communauté  de communes de Gevrey-Chambertin et de Nuits-Saint-Georges, dont est désormais membre la commune.

### Liste des maires
| Période                                  | Période                    | Identité             | Étiquette | Qualité                                                                 |
| ---------------------------------------- | -------------------------- | -------------------- | --------- | ----------------------------------------------------------------------- |
| Les données manquantes sont à compléter. |                            |                      |           |                                                                         |
|                                          |                            |                      |           |                                                                         |
| 1959                                     | 1977                       | Paul Fournier        |           | Officier en retraite                                                    |
| mars 1977                                | 2001                       | Robert Jeannin       |           | Fonctionnaire aux PTT                                                   |
| mars 2001                                | mars 2008                  | Jean-Claude Bouchard |           | Chef d'entreprise Vice-président de la CC de Gevrey-Chambertin[Quand ?] |
| mars 2008                                | mars 2019                  | Claude Rémy          |           | Démissionne en mars 2019 puis redevient conseiller municipal            |
| mai 2019                                 | En cours (au 31 août 2023) | Dominique Dupont     |           | conducteur de bus Transco Réélu pour le mandat 2020-2026                |

### Jumelage
Weinolsheim (Allemagne) depuis 1972,

## Équipements et services publics

### Enseignement
- Collège La Champagne[25].
- Lycée Stéphen-Liégeard, créé en 1962 et implanté en partie dans le château de Brochon. Il accueille en 2023-2024 775 élèves répartis en divisions[26].

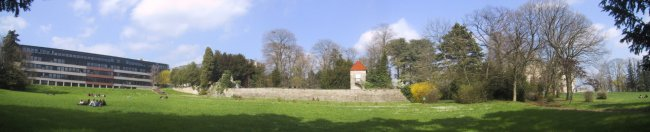
Vue panoramique du lycée.

### Santé et solidarité
La maison de retraite La Croix-Violette, créée en 1981 à l'initiative notamment de sœur Claire, supérieure de la Fraternité et du maire de l'époque Robert Jeannin, accueille les personnes âgées de la Côte.

## Population et société

### Démographie
L'évolution du nombre d'habitants est connue à travers les recensements de la population effectués dans la commune depuis 1793. Pour les communes de moins de 10 000 habitants, une enquête de recensement portant sur toute la population est réalisée tous les cinq ans, les populations de référence des années intermédiaires étant quant à elles estimées par interpolation ou extrapolation. Pour la commune, le premier recensement exhaustif entrant dans le cadre du nouveau dispositif a été réalisé en 2008.

En 2022, la commune comptait 662 habitants, en évolution de −0,3 % par rapport à 2016 (Côte-d'Or : +0,82 %, France hors Mayotte : +2,11 %).
| 1793 | 1800 | 1806 | 1821 | 1831 | 1836 | 1841 | 1846 | 1851 |
| ---- | ---- | ---- | ---- | ---- | ---- | ---- | ---- | ---- |
| 417  | 412  | 418  | 419  | 444  | 433  | 432  | 444  | 461  |

| 1856 | 1861 | 1866 | 1872 | 1876 | 1881 | 1886 | 1891 | 1896 |
| ---- | ---- | ---- | ---- | ---- | ---- | ---- | ---- | ---- |
| 436  | 454  | 444  | 404  | 418  | 455  | 436  | 437  | 448  |

| 1901 | 1906 | 1911 | 1921 | 1926 | 1931 | 1936 | 1946 | 1954 |
| ---- | ---- | ---- | ---- | ---- | ---- | ---- | ---- | ---- |
| 401  | 394  | 375  | 323  | 326  | 316  | 307  | 349  | 392  |

| 1962 | 1968 | 1975 | 1982 | 1990 | 1999 | 2006 | 2008 | 2013 |
| ---- | ---- | ---- | ---- | ---- | ---- | ---- | ---- | ---- |
| 442  | 550  | 633  | 609  | 591  | 691  | 659  | 644  | 678  |

| 2018 | 2022 | - | - | - | - | - | - | - |
| ---- | ---- | - | - | - | - | - | - | - |
| 625  | 662  | - | - | - | - | - | - | - |

## Culture locale et patrimoine

### Lieux et monuments
- Le château de Brochon a été construit de 1895 à 1899 en néorenaissance par le poète Stéphen Liégeard. Il abrite depuis 1962 le lycée Stéphen-Liégeard[31].

- L'éolienne, parfois appelée « le moulin », a été construite juste avant 1900 par Stéphen Liégeard pour permettre l'alimentation en eau courante du château. Elle surmonte un réservoir sur lequel, selon certains dires, on pouvait autrefois circuler en barque. 
Il s'agit d'une Éolienne Bollée (type 1) inventée par le Sarthois Ernest-Sylvain Bollée (1814-1891), qui servait au pompage de l'eau. Ces machines sont produites en France de 1872 à 1933, à environ 350 exemplaires, qui sont installés principalement en France, dans quarante-quatre départements. Environ 80 sont encore visibles. Ernest Sylvain Bollée a utilisé le mot « éolienne » pour la première fois (1885) comme nom commun et non plus comme un adjectif (énergie éolienne). Le mot se retrouve dans le Larousse quelques années plus tard en 1907. L'éolienne de Brochon est inscrite à l'inventaire des Monuments historiques depuis 1984[32].
- Les inscriptions : certaines maisons du village[33] portent de curieuses inscriptions : « Memento Mori », « plus de bien que de vie »...
- L'église Saint-Symphorien : construite au XIe siècle sur les bases de la chapelle primitive Sainte-Trinité, il ne reste de l'édifice roman que la base du clocher voûtée d'arêtes. Le chœur avec ses deux travées date du XVe siècle. Des restaurations ont eu lieu aux XIVe et XVIIe siècles. Quant à la partie supérieure du clocher, elle est du XVIIIe siècle.

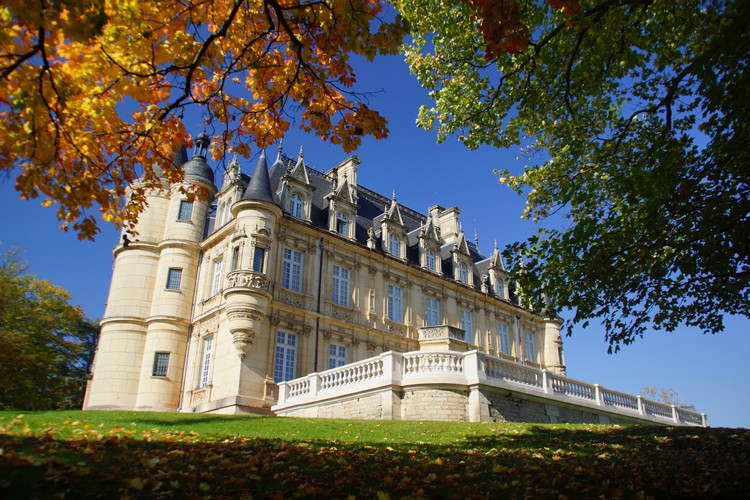
Le Château (façade ouest)...
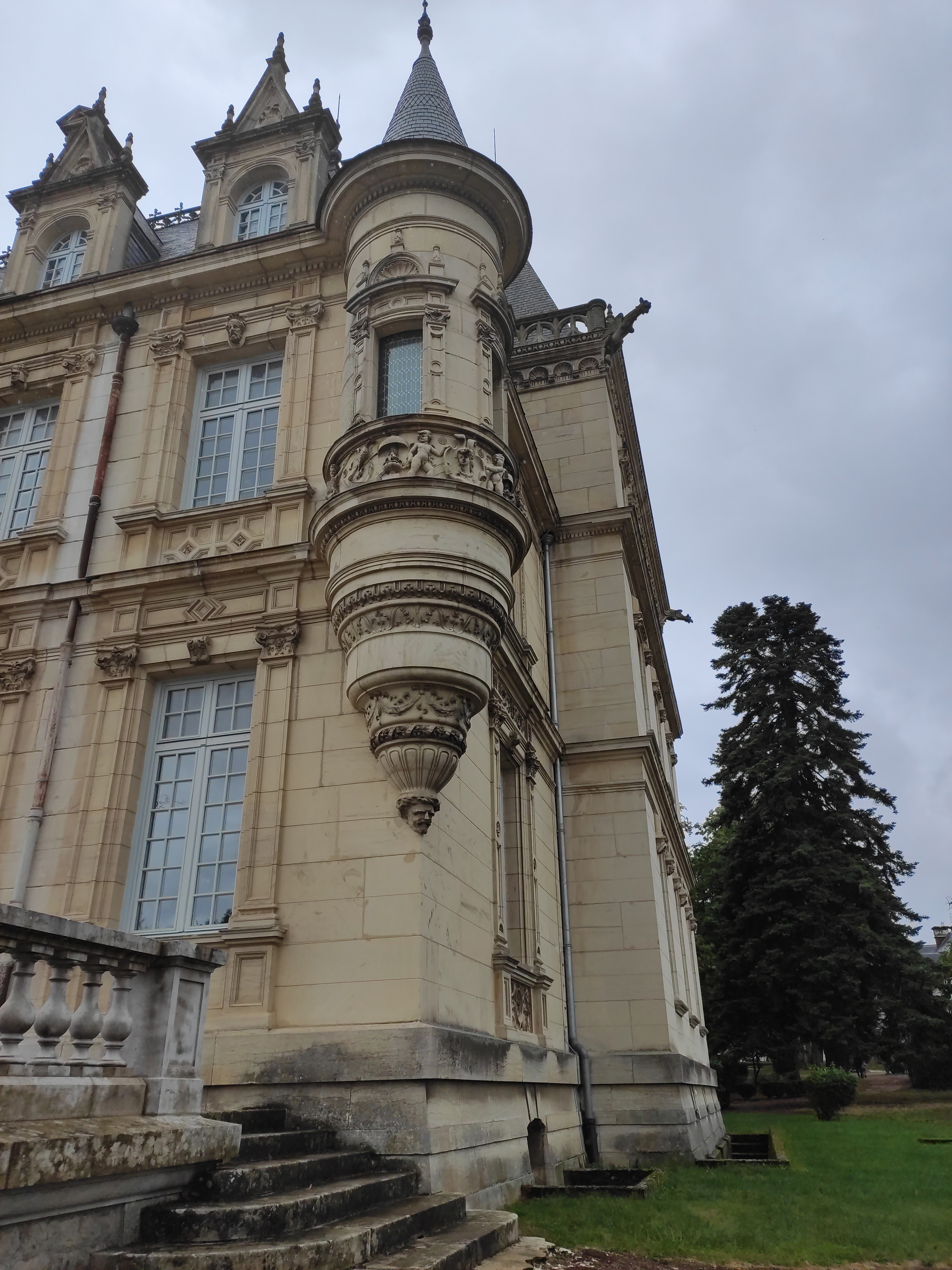
... détail d'un e échauguette.
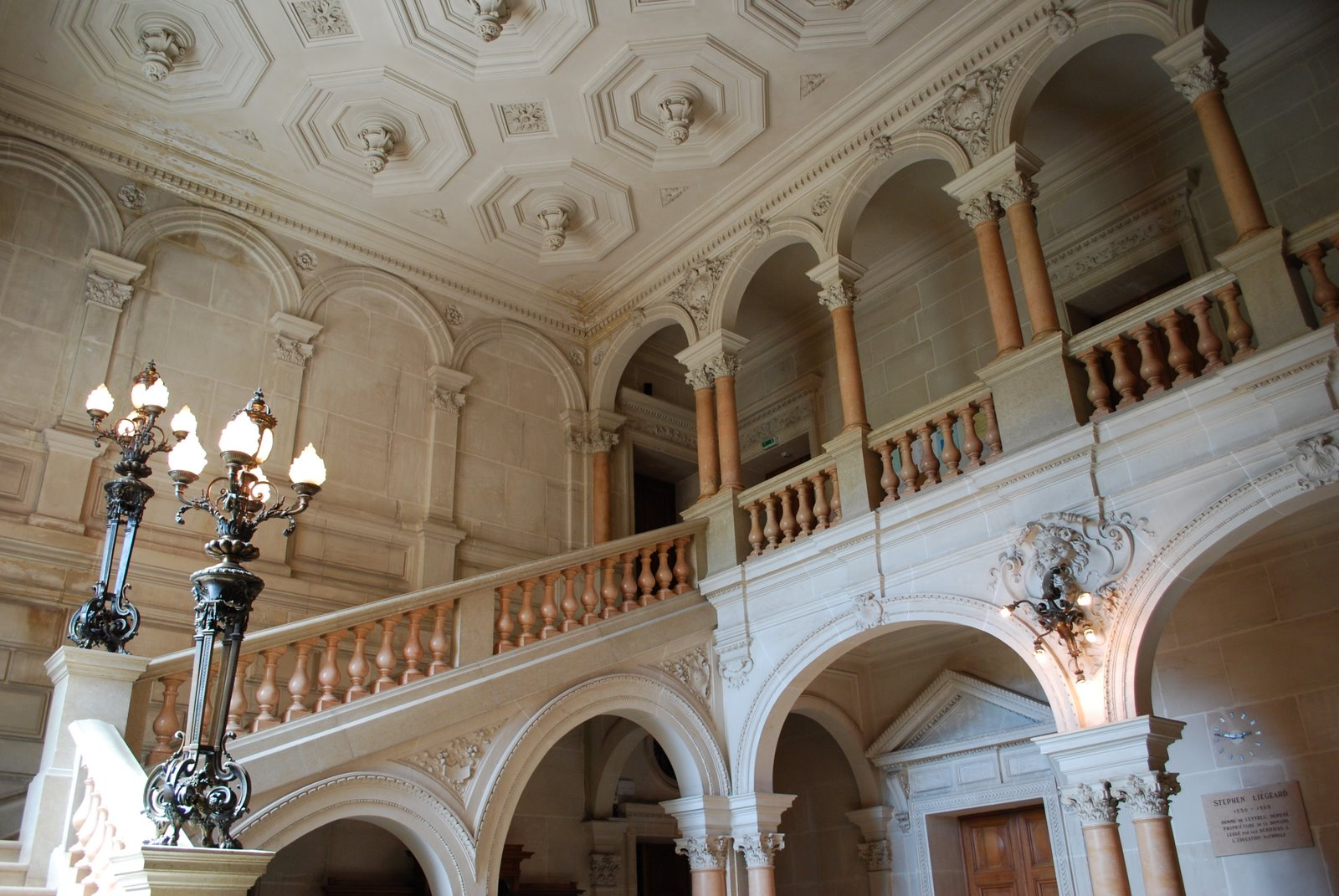
Hall d'entrée du château, avec l'escalier d'honneur, à deux volées perpendiculaires, donnant accès à la galerie qui distribue le premier étage
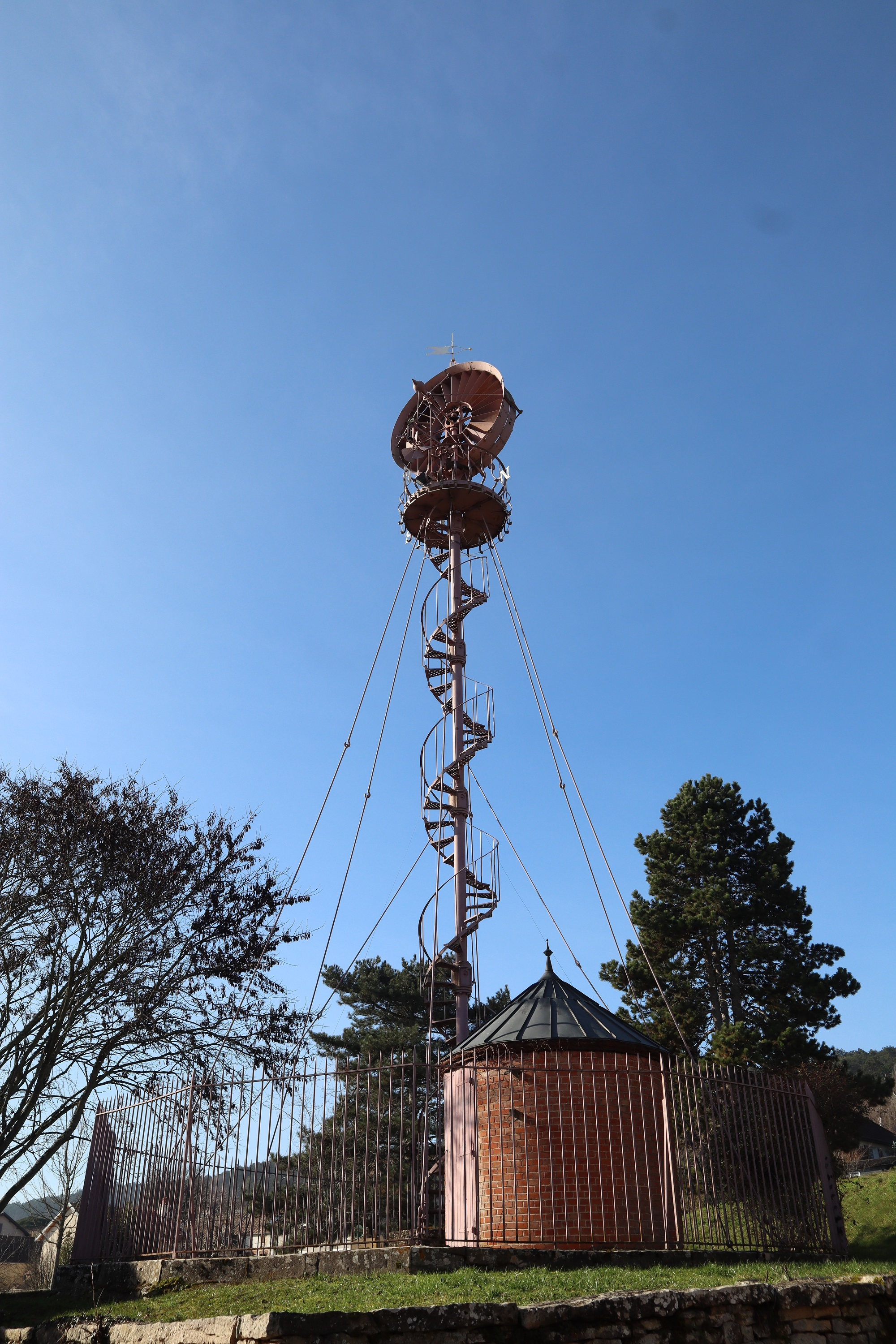
L'éolienne.
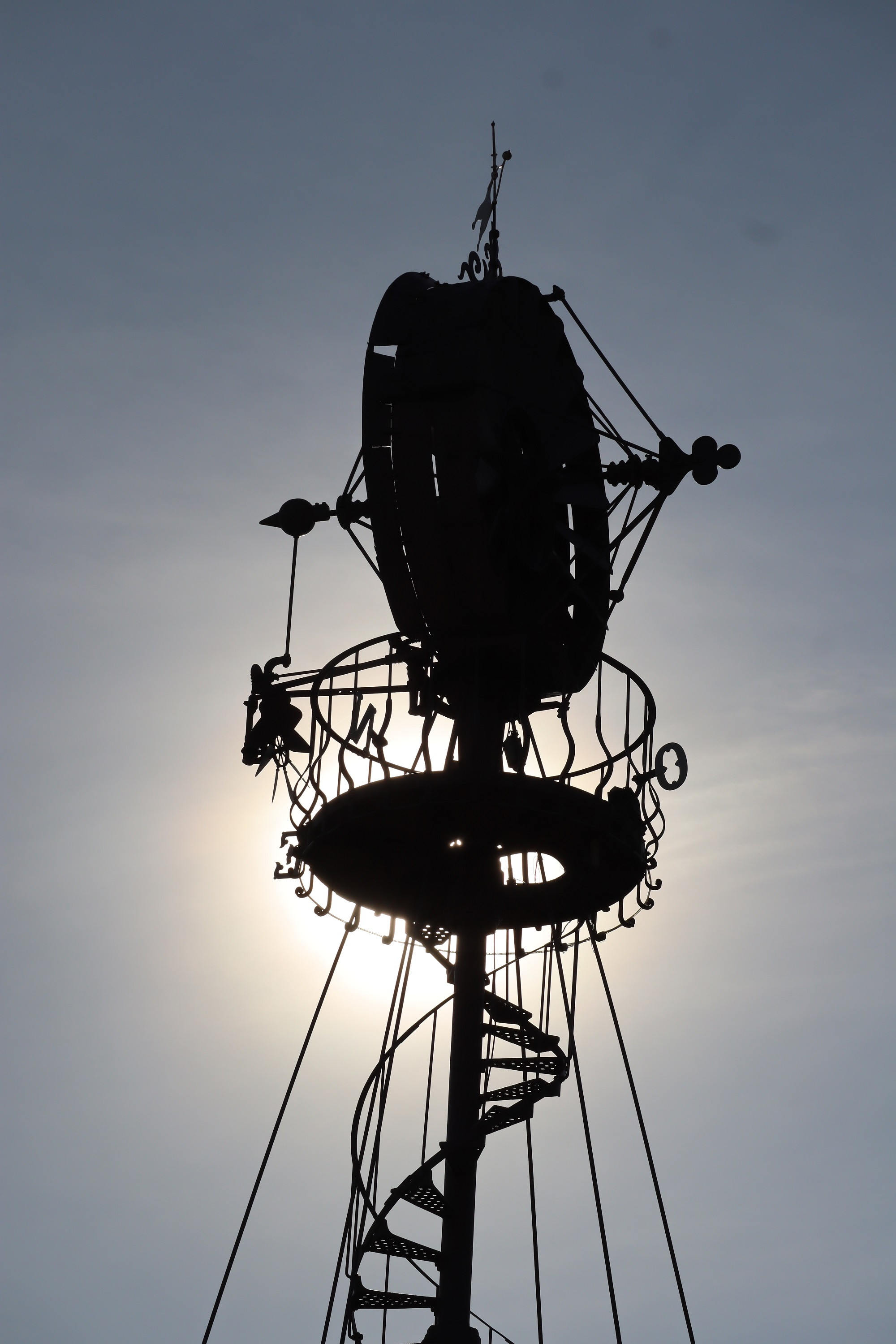
Détail de l'éolienne.
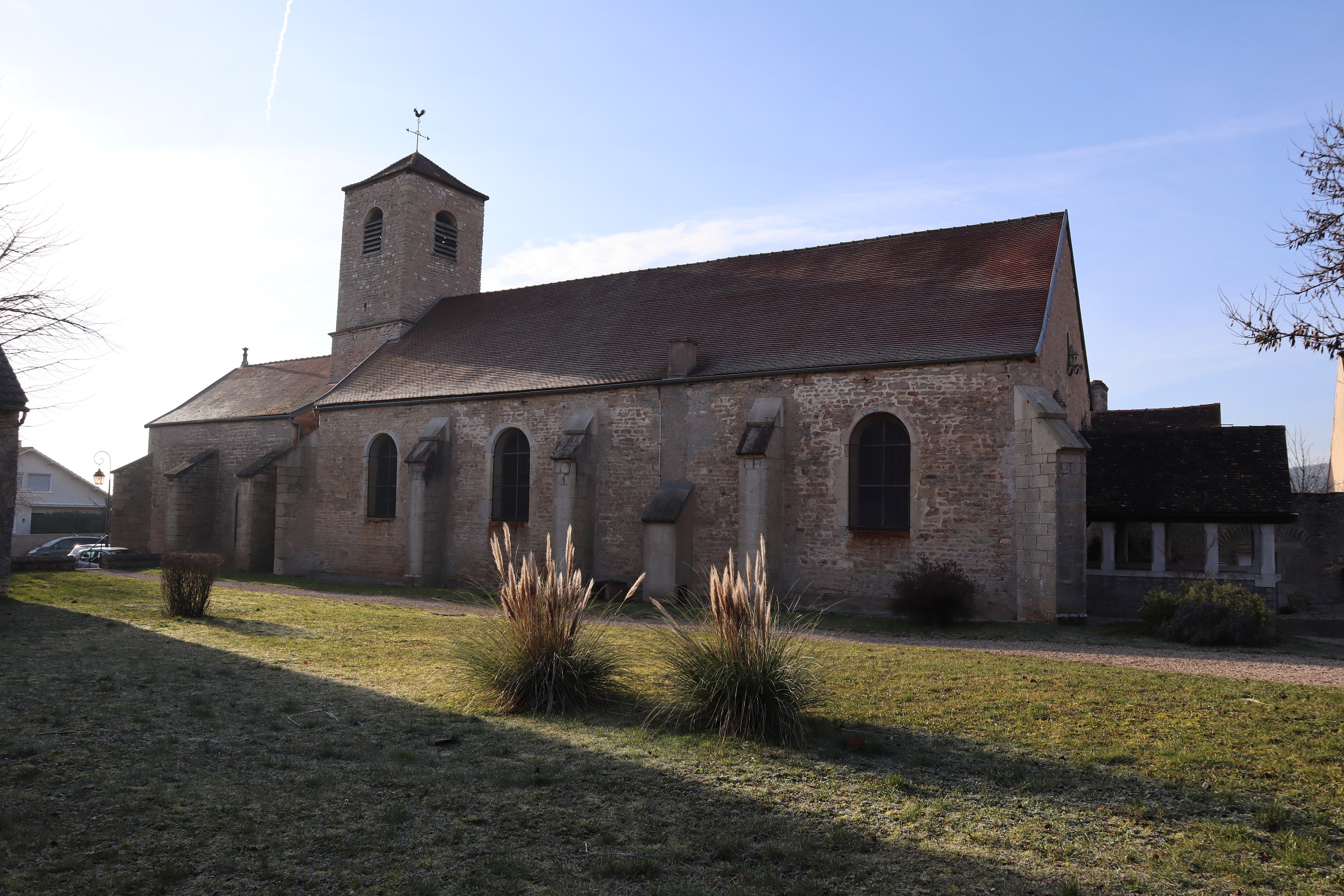
L'église.
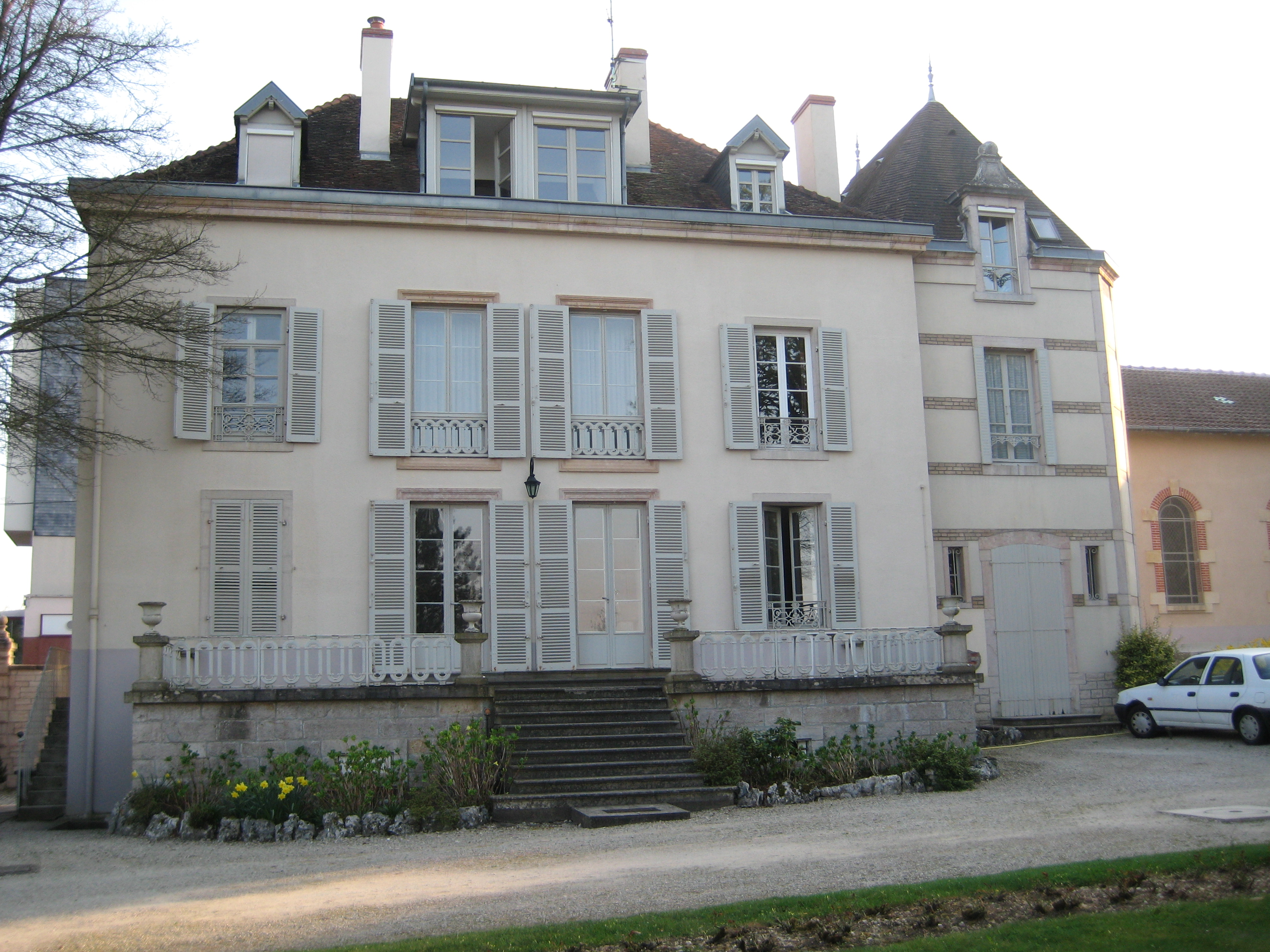
Maison de la Fraternité franciscaine de Jésus-Prêtre

### Vignoble et gastronomie
Le vignoble de Brochon est un des plus prestigieux de Bourgogne, entre Fixin et Gevrey-Chambertin ses vignes sont divisées en trois au sud avec 51 hectares dans l'appellation AOC Gevrey-Chambertin, au nord avec 42 hectares dans l'appellation AOC Côte de Nuits Villages sans oublier le 1er Crus Clos de la Perriére 1hectare environ en appellation Fixin sur la commune de Brochon, et enfin dans le bas du village se trouvent les appellations régionale Bourgogne blanc ou rouge au-dessus de la route nationale.
Gevrey-Chambertin le nom Brochon le Bon.
- Gevrey-Chambertin Les Evocelles,
- Gevrey-Chambertin : Meix Bas, Champ,les journaux
- Côte de Nuits Villages vignes Marie, Queue de Hareng
- Côte de Nuits Villages La Croix Violette,Les Créoles la perriere
- Bourgogne Blanc
- Bourgogne Rouge Moutier

Le vignoble de la commune de Brochon bénéficie de nombreux climats d'Appellation communale & villages Gevrey-Chambertin.
Les vins de l'AOC Gevrey-Chambertin sont des vins de longue garde (10 à 20 ans et plus pour les exceptions) très colorés, puissants, aux arômes et saveurs intenses évoquant entre autres le cassis, cerise, musc, réglisse...
La puissance des vins s'associe avec une cuisine corsée et élaborée : viande rouge grillée, gigot de mouton, bœuf bourguignon, civet de lapin, coq au vin,

### Personnalités liées à la commune
- Hugues-Iéna Darcy (1807-1880) : cet ancien préfet et homme d'affaires se retire dans sa maison de Brochon en 1851[34] ;
- Jean-Baptiste Liégeard (1800-1887), propriétaire du domaine de Brochon, qu'il étend. Conseiller municipal de Brochon de 1843 à 1848, il devient maire de Dijon de 1863 à 1865 ;
- Stéphen Liégeard (1830-1925), avocat, haut fonctionnaire, homme politique, écrivain et poète français, fils de Jean-Baptiste Liégeard et constructeur du château.
- Gaston Liégeard (1867-1953), photographe, voyageur-aventurier et inventeur, fils de Stephen Liégard, y est mort.
- Sœur Claire née Francesca Ferrante di Ruffano (1897-1989), religieuse française, qui œuvra en faveur des jeunes mères célibataires, des mères indigentes, des enfants pauvres et abandonnés. Elle crée à Brochon la Fraternité des Petites Sœurs franciscaines de Jésus-Prêtre, et y meurt.
- Marcel Caens[pourquoi ?] (1919-2006), trompettiste français ;
- Thierry Caens[pourquoi ?] (1958-), trompettiste, fils de Marcel Caens ;
- Prosper Jolyot de Crébillon, auteur et membre de l'Académie française, ses liens à Brochon restant toutefois sujet à caution[15].

### Héraldique
| Blason de Brochon | Blason  | D'azur à l'aigle d'or tenant un lis des jardins d'argent (au naturel) dans son bec. |
| Blason de Brochon | Détails | Le statut officiel du blason reste à déterminer.                                    |